# Kilian Frankiny
Kilian Frankiny (Gluringen, 26 januari 1994) is een voormalig Zwitsers wielrenner die beroepsrenner was voor o.a. BMC Racing Team en Groupama-FDJ.

## Carrière
In juli 2015 werd Frankiny achter Koen Bouwman tweede in een bergrit in de Ronde van de Aostavallei. Mede door die prestatie mocht hij vanaf augustus stage lopen bij BMC Racing Team, dat hem opstelde in onder meer de Ronde van Utah, waar hij zevende werd in het jongerenklassement, en Parijs-Tours.
In 2016 wist Frankiny met zijn ploeg de ploegentijdrit van de Ronde van de Aostavallei te winnen. Later won hij ook de vierde etappe, waarmee hij de basis legde voor zijn winst in het eindklassement. In dit klassement bleef hij Enric Mas en Mark Padoen respectievelijk acht en elf seconden voor.
In 2017 werd hij, na vier seizoenen bij BMC Development Team te hebben gereden, prof bij BMC Racing Team. Zijn debuut maakte hij in de Ronde van Oman, waar zijn ploeggenoot Ben Hermans het eindklassement won. In maart nam hij deel aan de Ronde van Catalonië, waar de BMC-formatie de sterkste was in de ploegentijdrit. In de overige etappes wist de Zwitser geen enkele keer bij de beste honderd renners te finishen. In de zesde etappe kwam hij, net als 46 anderen, buiten tijd binnen. In april werd bekend dat Frankiny een hartoperatie moest ondergaan. Nadat hij in juni derde was geworden in het nationale kampioenschap op de weg, stond hij in augustus aan de start van de Ronde van Spanje. In de openingsploegentijdrit zette hij met zijn ploeggenoten de snelste tijd neer, waarna Rohan Dennis de eerste leiderstrui kreeg.
2021 was het laatste jaar van Frankiny als beroepsrenner. Zijn ploeg Team Qhubeka-ASSOS kon geen nieuwe sponsor vinden voor 2022. En omdat de Zwitser er niet in slaagde een andere werkgever te vinden, besloot hij in februari 2022 zijn carrière te beëindigen. 

## Overwinningen
2016
1e (ploegentijdrit) en 4e etappe Ronde van de Aostavallei
Eindklassement Ronde van de Aostavallei
2017
2e etappe Ronde van Catalonië (ploegentijdrit)
1e etappe Ronde van Spanje (ploegentijdrit)

## Resultaten in voornaamste wedstrijden
| Jaar | Ronde van Italië | Ronde van Frankrijk | Ronde van Spanje |
| ---- | ---------------- | ------------------- | ---------------- |
| 2017 |                  |                     | opgave           |
| 2018 | 43e              |                     |                  |
| 2019 |                  |                     | 21e              |
| 2020 | 77e              |                     |                  |
| 2021 | 57e              |                     |                  |

| Jaar | Ronde van Lombardije | Waalse Pijl |  | WK op de weg |  | Wereldranglijsten |
| ---- | -------------------- | ----------- |  | ------------ |  | ----------------- |
| 2017 |                      |             |  |              |  | 349e (UWT)        |
| 2018 |                      | opgave      |  | opgave       |  |                   |
| 2019 | 32e                  |             |  |              |  |                   |
| 2020 | buit.tijd            |             |  |              |  |                   |
| 2021 |                      |             |  |              |  |                   |

## Ploegen
- 2015 –  BMC Racing Team (stagiair vanaf 1-8)
- 2017 –  BMC Racing Team
- 2018 –  BMC Racing Team
- 2019 –  Groupama-FDJ
- 2020 –  Groupama-FDJ
- 2021 –  Team Qhubeka-ASSOS

Atapuma · Bookwalter · Burghardt · Caruso · De Marchi · Dennis · Dillier · Drucker · Evans · Flakemore · Gilbert · Hermans · Küng · Lodewyck · Moinard · Oss · Phinney · Quinziato · Rosskopf · Sánchez · Schär · Senni · Stetina · Teuns · Van Avermaet · Van Garderen · Velits · Vliegen · Wyss · Zabel · Bohli (stagiair) · Frankiny (stagiair) · Gerts (stagiair)
Bohli · Bookwalter · Caruso · De Marchi · Dennis · Dillier · Drucker · Elmiger · Frankiny · Gerts · Hermans · Küng · Moinard · Oss · Porte · Quinziato · Roche · Rosskopf · Sánchez · Schär · Scotson · Senni · Teuns · Van Avermaet  · van Garderen · Van Hooydonck · Ventoso · Vliegen · Wyss · Müller (stagiair) · Welten (stagiair)
Bettiol · Bevin · Bohli · Bookwalter · Caruso · De Marchi · Dennis   · Drucker · Frankiny · Gerrans · Küng · Porte · Roche · Roelandts · Rosskopf · Schär · Scotson · Teuns · Van Avermaet  · van Garderen · Van Hooydonck · Ventoso · Vliegen · Wyss
Armirail · Bonnet · Delage · Démare · Duchesne · Frankiny · Gaudu · Geniets · Guarnieri · Hoelgaard · Konovalovas · Küng · Ladagnous · Le Gac · Ludvigsson · Madouas · Molard · Morabito · Pinot · Preidler · Reichenbach · Roux · Sarreau · Scotson · Seigle · Sinkeldam · Thomas · Vaugrenard · Vincent · Brunel (stagiair) · Jerman (stagiair) · Louvel (stagiair)
Armirail · Bonnet · Brunel · Delage · Démare · Duchesne · Frankiny · Gaudu · Geniets · Guarnieri · Gugliemi · Konovalovas · Küng   · Ladagnous · Le Gac · Lienhard · Ludvigsson · Madouas · Molard · Pinot · Reichenbach · Roux · Sarreau · Scotson · Seigle · Sinkeldam · Thomas · Vincent · Davy (stagiair) · Stewart (stagiair)
Armée · Aru · Barbero · Bennett · Brown · Campenaerts · Claeys · Clarke · Dlamini · Frankiny · Gogl · Hansen · Henao · Janse van Rensburg · Lindeman · Nizzolo  · Pelucchi · Power · Pozzovivo · Schmid · Stokbro · Sunderland · Tanfield · Vacek · Vinjebo · Walscheid · Wiśniowski